# Hugo Colella
Hugo Colella (Straatsburg, 16 september 1999) is een Frans voetballer die in het seizoen 2021/22 door Swift Hesperange wordt uitgeleend aan Excelsior Virton.

## Clubcarrière
Colella ruilde in 2015 de jeugdopleiding van RC Strasbourg voor die van FC Metz. In het seizoen 2016/17 maakte hij zijn opwachting in het B-elftal van de club, dat toen uitkwam in de CFA2. In januari 2019 verhuisde hij naar de Duitse vierdeklasser SC Hessen Dreieich. Toen de club op het einde van het seizoen degradeerde naar Oberliga, haalde US Orléans hem terug naar Frankrijk. Colella speelde er anderhalf seizoen voor het tweede elftal in de Championnat National 3, maar maakte er nooit zijn officiële debuut in het eerste elftal.
In de winter van 2021 maakte hij opnieuw een buitenlandse transfer, ditmaal naar de Luxemburgse eersteklasser Swift Hesperange. In zijn eerste halve seizoen speelde hij er vijftien competitiewedstrijden, waarin hij twee keer scoorde. Het seizoen 2021/22 begon hij nog met Swift Hesperange, waarmee hij in de UEFA Europa Conference League tweemaal uitkwam tegen NK Domžale, maar in augustus 2021 werd hij voor één seizoen uitgeleend aan de Belgische tweedeklasser Excelsior Virton.
2 Vinck ·
3 Rizzo ·
4 Doué ·
5 Hamzaoui ·
7 Bukusu ·
8 Sadin  ·
9 Sula ·
10 Pinga ·
11 Ahlinvi ·
14 Guillaume ·
17 Allach ·
18 Mouaddib ·
20 Napoletano ·
21 Aabbou ·
23 Martin ·
24 Hery ·
26 Awassi ·
28 Droehnle ·
Masangu ·
Coach: Grégoire